# Griesen (Oranienbaum-Wörlitz)
Griesen  ist ein Ortsteil der Stadt Oranienbaum-Wörlitz im Landkreis Wittenberg in Sachsen-Anhalt.
Zu Griesen gehören die Orte Drehberg und Münsterberg.

## Geografie
Griesen liegt südlich des Ufers der Elbe im Biosphärenreservat Mittelelbe und grenzt direkt an den Süden der Stadt Wörlitz. In unmittelbarer Nähe befindet sich der Wörlitzer Park inmitten des Dessau-Wörlitzer Gartenreiches, das in der zweiten Hälfte des 18. Jahrhunderts unter der Regentschaft von Fürst Leopold III. Friedrich Franz von Anhalt-Dessau geschaffen wurde. Das Gebiet um Griesen ist flach und wird von zahlreichen Gräben und Bächen durchzogen.

## Geschichte

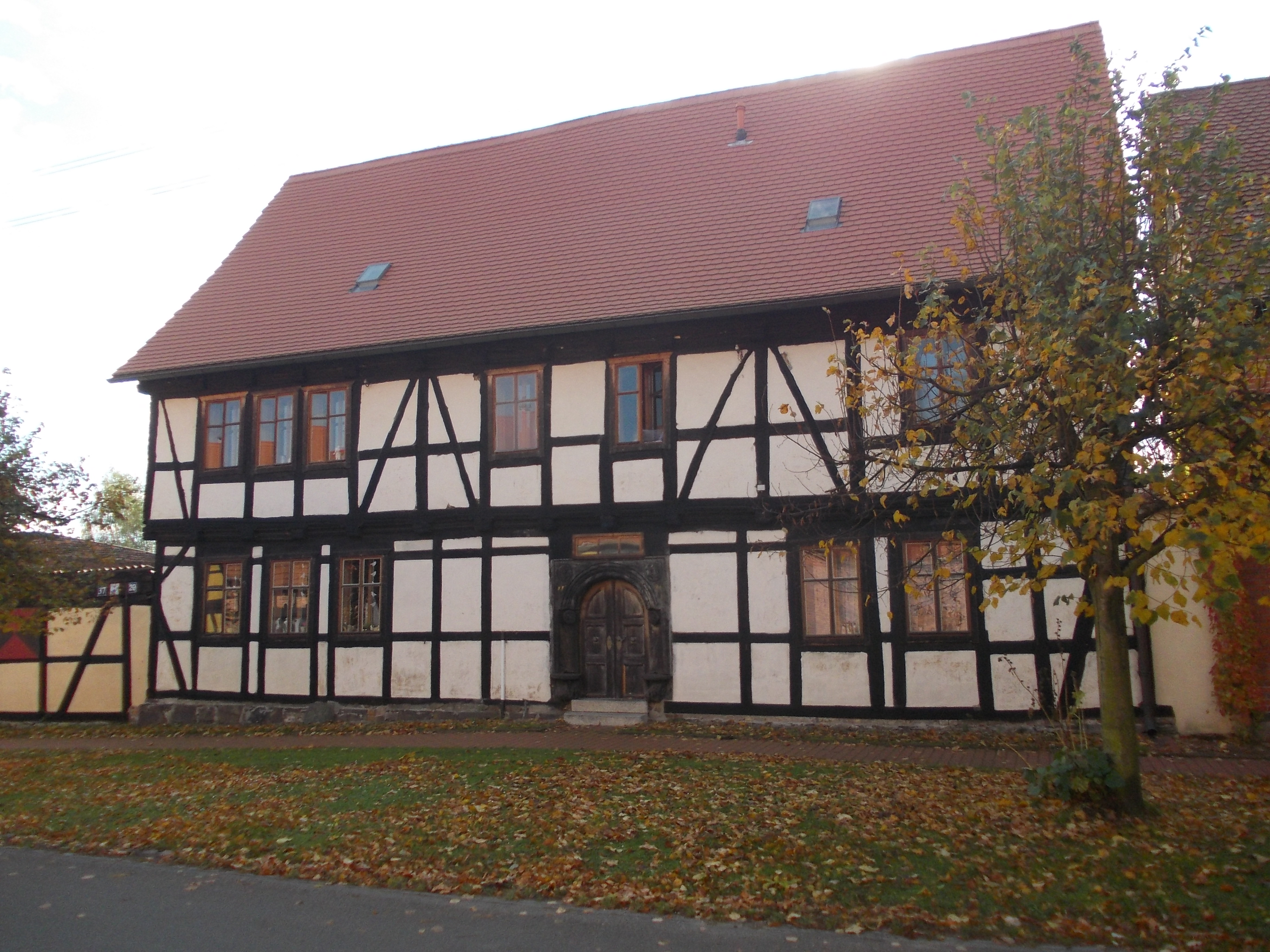
Erbrichterei

### Griesen
- 1200 – Erste urkundliche Erwähnung von Griesen als Griesene (aus dem Slawischen: ‚morastiger Ort‘). Aus dieser Zeit stammen auch Berichte über gewaltige Hochwasser der Elbe, die auch Griesen heimsuchten.
- 1490 – Der Ort wird von Fürst Ernst und seiner Gemahlin Margarethe von Münsterberg verpfändet.
- 1580 – Eine Erbrichterei wird als zweigeschossiger Fachwerkbau errichtet.
- 1788 – Eine Schule wird von Friedrich Wilhelm von Erdmannsdorff in klassizistischem Stil erbaut. Bis 1954 war sie allgemeinbildende Schule für Griesen, Münsterberg und Drehberg.
- 1910 – Eine Schmiede wird errichtet.
- 1945 kommt eine Schlosserei dazu.
- 1990 entwickeln sich daraus mehrere mittelständische Betriebe.
- Von 1994 bis 2004 gehörte Griesen zur Verwaltungsgemeinschaft Oranienbaum.[2]
- 2002 – Das Hochwasser der Elbe nähert sich von Horstdorf her der Gemeinde und steht vor dem Ortsteil Münsterberg.
- 2007 wurde die Gemeinde Griesen mit den Ortsteilen Drehberg und Münsterberg aufgrund einer Kreisgebietsreform vom ehemaligen Landkreis Anhalt-Zerbst in den Landkreis Wittenberg eingegliedert.
- Am 1. Januar 2011 wurde Griesen in die neue Stadt Oranienbaum-Wörlitz eingegliedert.[3]

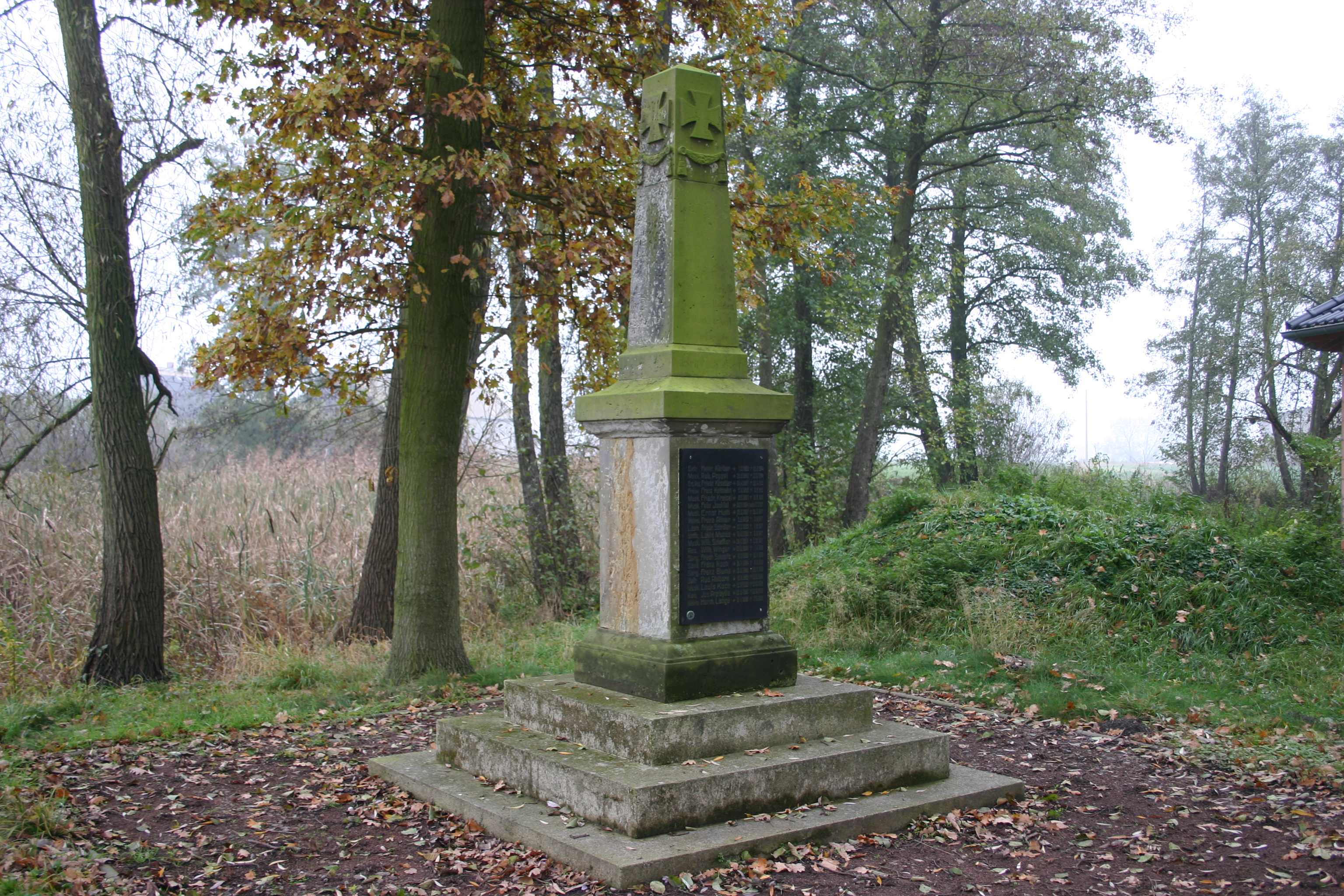
Kriegerdenkmal der Gemeinde Griesen

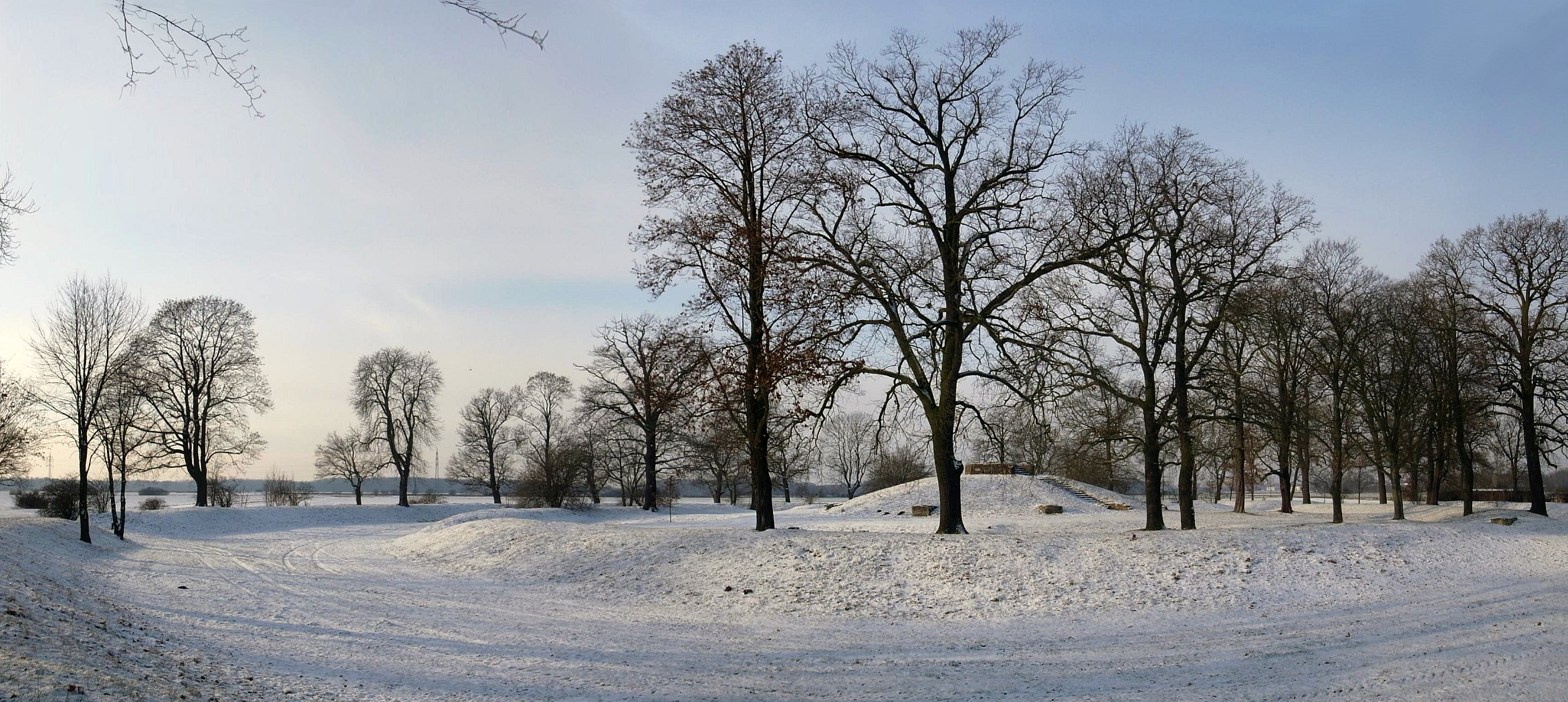
Drehberg

### Drehberg
Drehberg befindet sich direkt an der Landesstraße L133 zwischen Griesen und Vockerode. Er diente ursprünglich als Fluchthöhe vor Hochwasser.
- 1775 – Friedrich Wilhelm von Erdmannsdorff erbaut auf einem Hügel ein Grabmonument in direkter Sichtbeziehung zum Wörlitzer Park auf einer Fläche von ca. 1,8 ha.
- 1777–1799 – Wettkämpfe nach dem Vorbild der antiken Olympischen Spiele finden jeweils am 24. September, dem Geburtstag der Fürstin Luise, statt.
- 1840–1842 – Die Feste leben im Zuge des Vormärz noch einmal auf.
- 1845 – Abriss des Grabmals. Zwei Gedenktafeln für die Schwestern Casimire und Leopoldine des Fürsten Leopold III. Friedrich Franz von Anhalt-Dessau werden in die Kirche nach Riesigk verbracht.
- 1948 – Es entstehen nach dem Krieg Behelfsheime auf dem Gelände.
- 1949 – Drehberg wird eingemeindet.[2]
- 1989 – Wiederentdeckung der historischen Anlagen. Kunst- und Theaterfeste am letzten Wochenende im September.

### Münsterberg
Münsterberg befindet sich zwischen Griesen und Vockerode ca. 1 km von der Landesstraße L133 entfernt.
- 1740 – Münsterberg wird als Vorwerk der Domäne Wörlitz von Fürst Leopold II. Maximilian (1700–1751) gegründet und erhält den Namen der Vorfahrin. Südwestlich des Vorwerkes wird auch ein eigener Friedhof eingerichtet, dieser wird später wieder aufgegeben.
- 1920 – Münsterberg wird eingemeindet.[2] Ab diesem Zeitpunkt dürfen alle Wege der Gemeinde Griesen mit benutzt werden.

## Vereine
- Anhaltischer Reit- und Fahrverein Wörlitzer Winkel e. V.[4]

## Verkehrsanbindung
Griesen wird von der L 133 von Oranienbaum über Vockerode nach Dessau-Roßlau (ehemals Teil der Bundesstraße 107) durchquert und liegt an der Kreisstraße K2376 (ehemals B 107) nach Wörlitz. Der Autobahnanschluss der (A 9) Vockerode ist sieben Kilometer entfernt.
Die nächsten Bahnhöfe befinden sich in Dessau-Roßlau bzw. in Coswig (Anhalt). Der nur einen Kilometer entfernte Bahnhof Wörlitz der Dessau-Wörlitzer Eisenbahn wird nur in der Sommersaison bedient.

## Persönlichkeiten
- Bergit Heinze (* 1955), Ruderin